# Peperomia subpilosa
Peperomia subpilosa är en pepparväxtart som beskrevs av Truman George Yuncker. Peperomia subpilosa ingår i släktet peperomior, och familjen pepparväxter. Inga underarter finns listade i Catalogue of Life.